# 네이케르케베인
네이케르케베인(네덜란드어: Nijkerkerveen)은 네덜란드 헬데를란트주에 위치한 마을이며, 네이커르크에 포함되어 있다.